# 순천향대학교 부속 구미병원
순천향대학교 부속 구미병원은 경상북도 구미시 1공단로 179 에 있는 순천향대학교 산하의 종합병원이다.